# Санкт-Петер-ам-Каммерсберг
Санкт-Петер-ам-Каммерсберг (нем. Sankt Peter am Kammersberg) — ярмарочная коммуна (нем. Marktgemeinde) в Австрии, в федеральной земле Штирия. 
Входит в состав округа Мурау.  Население составляет 2175 человек (на 31 декабря 2005 года). Занимает площадь 84,31 км². 

## Политическая ситуация
Бургомистр коммуны — Вальтер Пернер (СДПА) по результатам выборов 2005 года.
Совет представителей коммуны (нем. Gemeinderat) состоит из 15 мест.
- СДПА занимает 9 мест.
- АНП занимает 6 мест.